# Svoboda nad Úpou
Svoboda nad Úpou (en allemand : Freiheit) est une ville du district de Trutnov, dans la région de Hradec Králové, en Tchéquie. Sa population s'élevait à 2 009 habitants en 2024.

## Géographie
Svoboda nad Úpou est arrosée par l'Úpa, un affluent de l'Elbe, et se trouve à 10 km au nord-ouest de Trutnov, à 47 km au nord de Hradec Králové et à 116 km au nord-est de Prague.
La commune est limitée par Horní Maršov au nord, par Mladé Buky à l'est et au sud, par Janské Lázně au sud-ouest et par Pec pod Sněžkou à l'ouest.

## Histoire
La première mention écrite de la localité date de 1329.

## Galerie

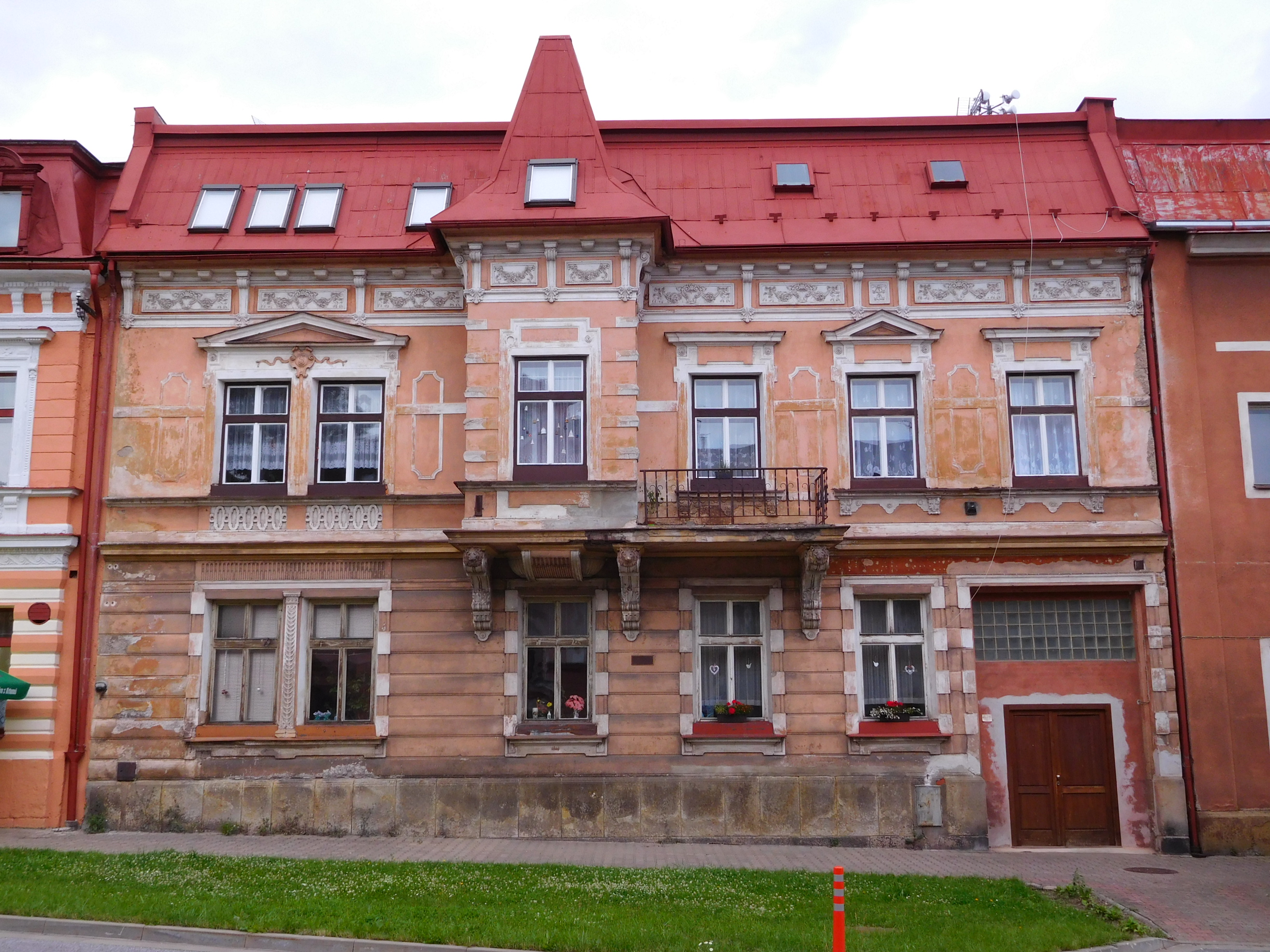
Maison de la place Svornosti.
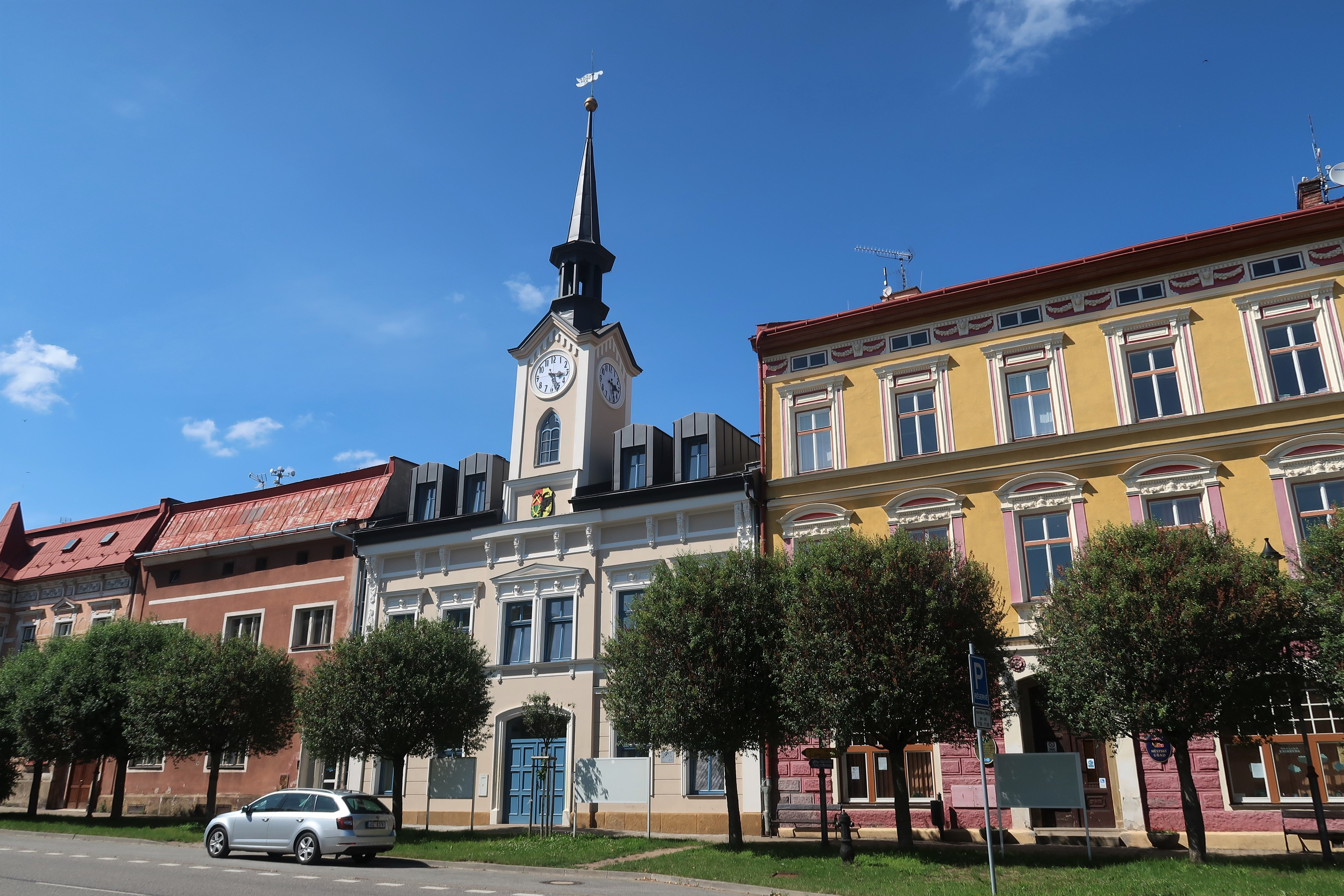
Hôtel de ville.

## Transports
Par la route, Svoboda nad Úpou se trouve à 12,5 km de Trutnov, à 61 km de Hradec Králové et à 142 km de Prague.

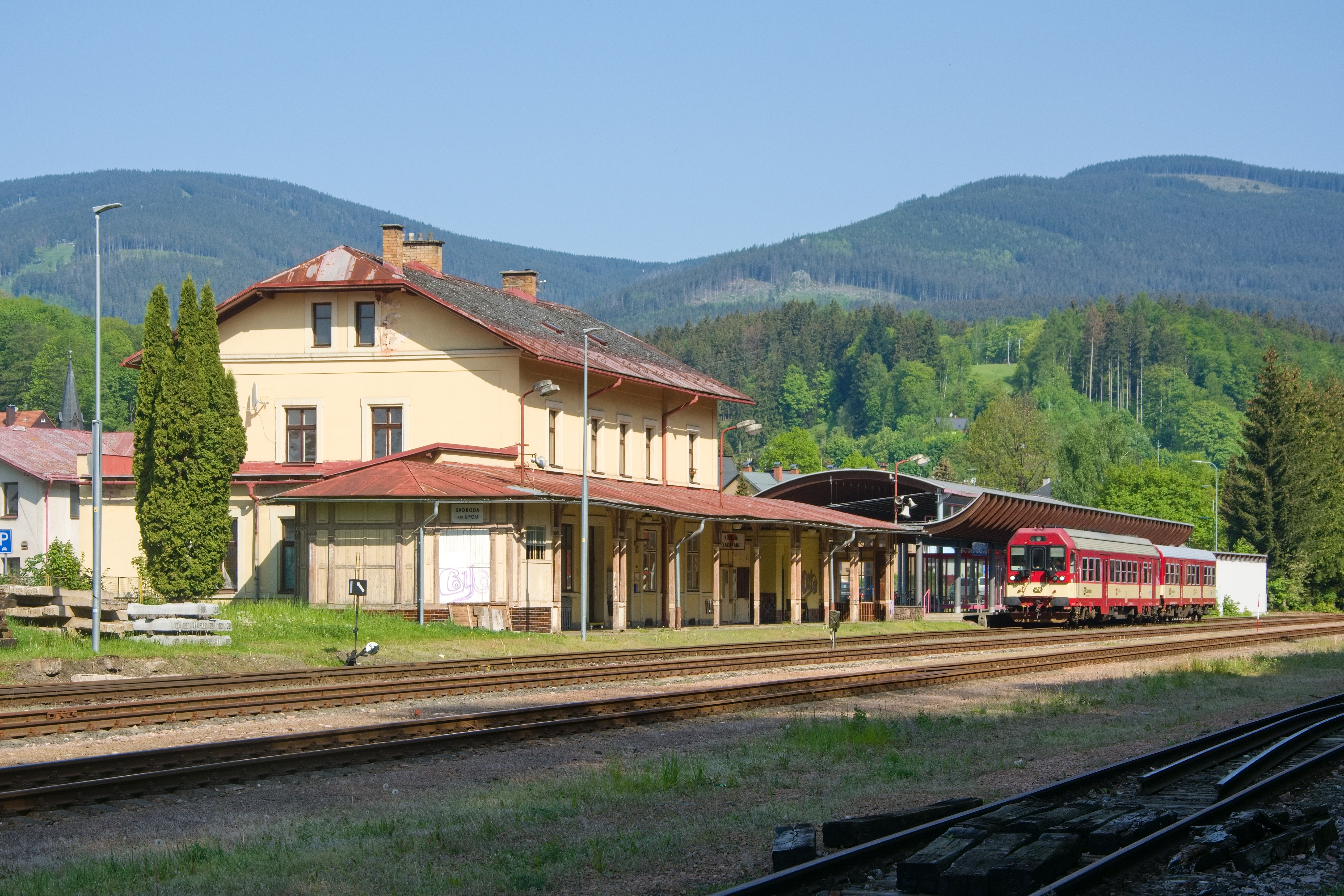
Gare ferroviaire.